# Leo Dorn
Pour les articles homonymes, voir Dorn.
Leo Dorn est un chasseur professionnel et alpiniste bavarois. En tant que chasseur personnel du prince-régent Luitpold de Bavière, il gérait son territoire de chasse dans les Alpes d'Allgäu et devint célèbre sous le nom de "roi des aigles" en raison des nombreux rapaces qu'il y chassait.

## Galerie

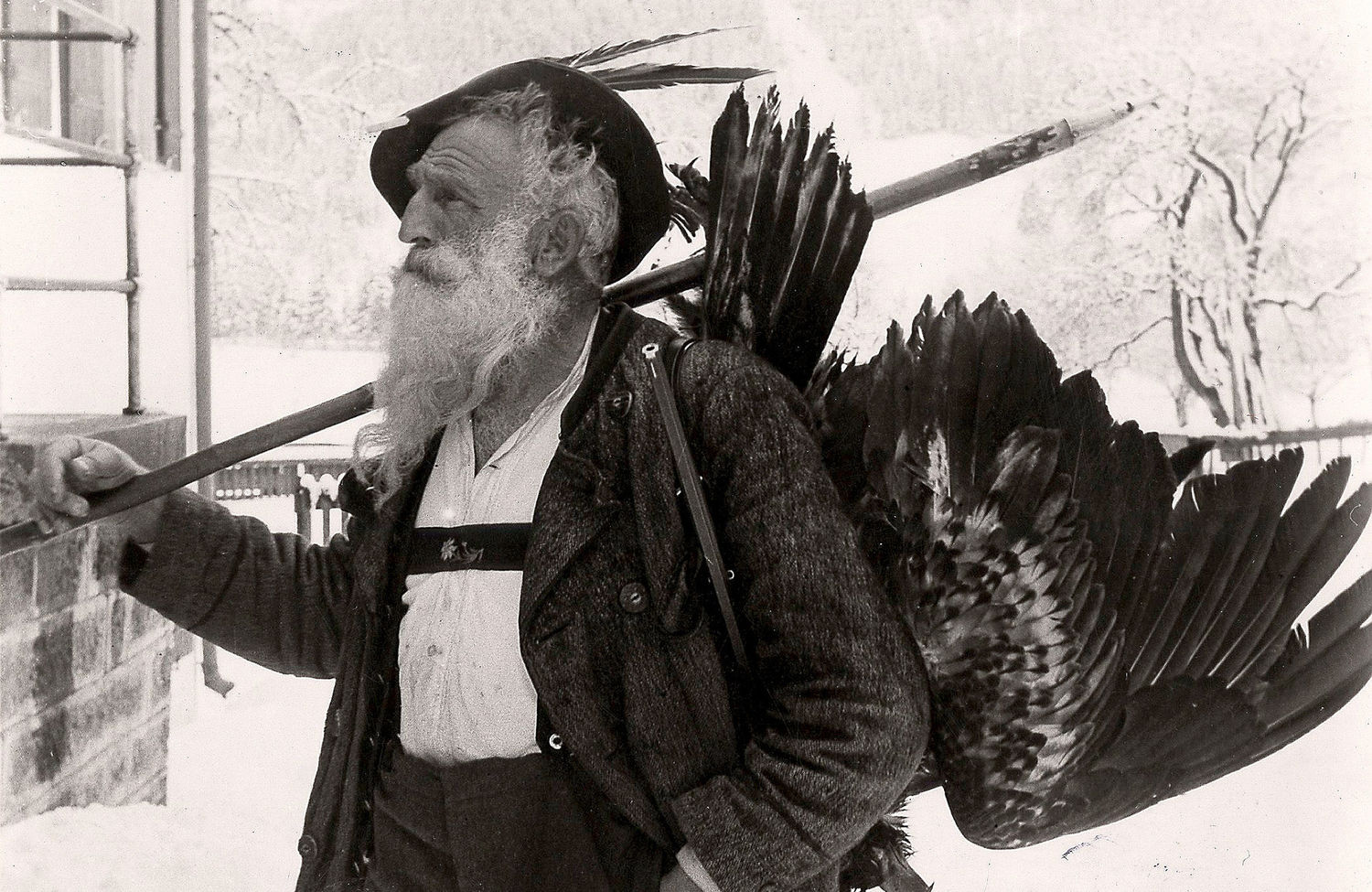
Leo Dorn avec un aigle abattu
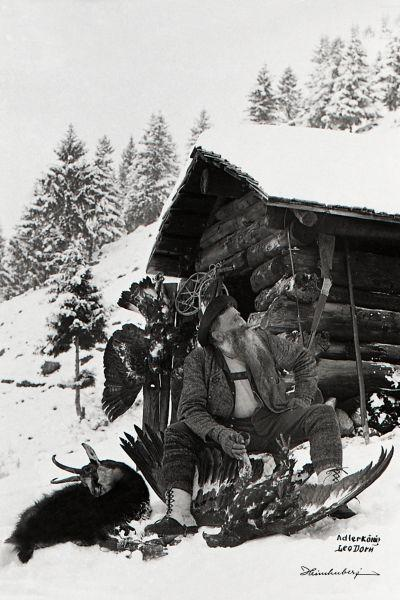
Leo Dorn avec deux aigles et un chamois abattus, vers 1901-1910
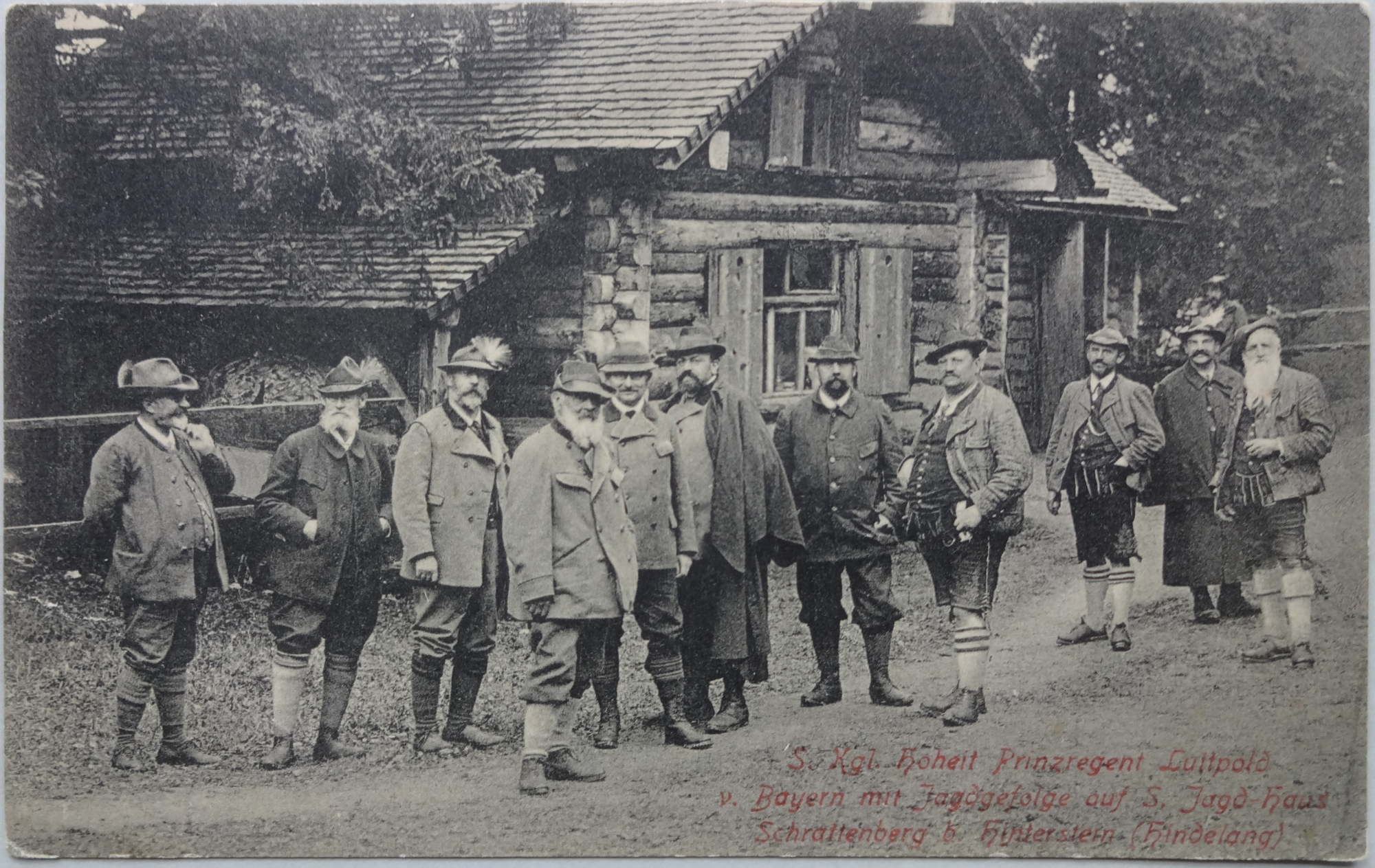
Société de chasse avec le prince régent Luitpold (quatrième à partir de la gauche) et Leo Dorn (à l'extérieur à droite) devant le pavillon de chasse Schrattenberg près de Hinterstein, env. 1906
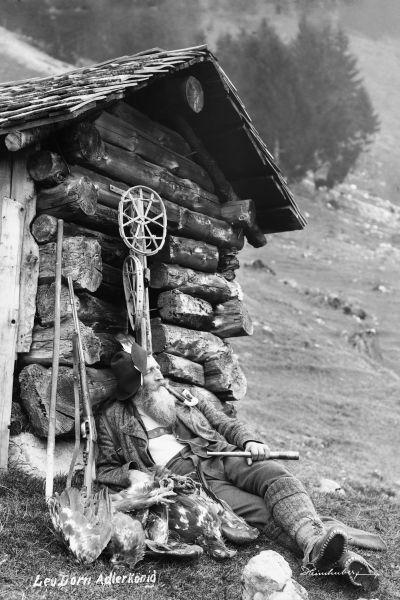
Leo Dorn fumant la pipe avec une longue-vue et deux aigles abattus et , vers 1901-1910
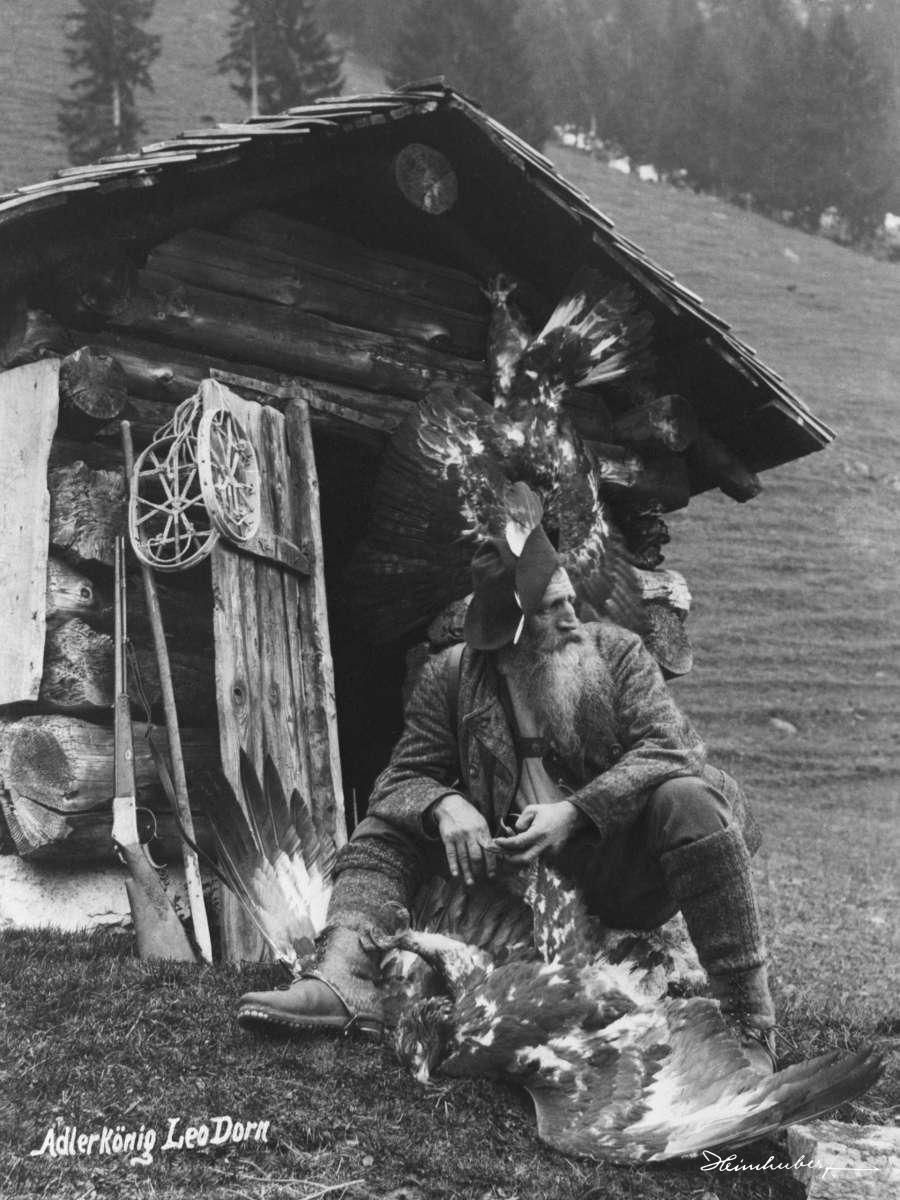
Leo Dorn devant un refuge de montagne avec deux aigles abattus, env. 1901-1910
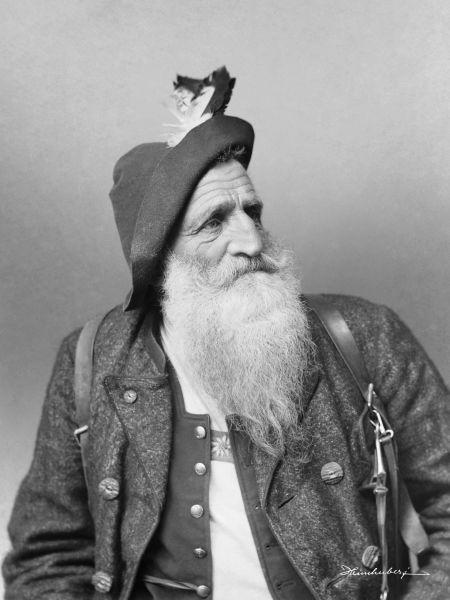
Portrait, vers 1901–1910